# Zhang Na (siatkarka)
Zhang Na(chiń. upr. 张娜; chiń. trad. 張娜; pinyin Zhāng Nà; ur. 19 października 1986 r. w Pekinie w Chinach) – chińska siatkarka grająca na pozycji libero. Dwukrotna medalistka olimpijska.
Zawodniczka dwukrotnie reprezentowała swój kraj na igrzyskach olimpijskich 2004 (złoty medal) i 2008 (brązowy medal).